# Hu Jia (Wasserspringer)
Hu Jia (chinesisch 胡佳, Pinyin Hú Jia; * 10. Januar 1983 in Wuhan) ist ein ehemaliger chinesischer Wasserspringer. Er startete im 10-m-Turm- und Synchronspringen. Hu Jia gewann zwei Weltmeistertitel und wurde im Jahr 2004 Olympiasieger.
Er nahm im Jahr 2000 in Sydney erstmals an Olympischen Spielen teil und gewann im 10-m-Synchronspringen mit Tian Liang und im 10-m-Turmspringen jeweils die Silbermedaille. 2004 in Athen gelang ihm dann sein größter Erfolg. Im Turmspringen gewann er Gold vor Mathew Helm und Tian Liang. Zudem konnte er vier Medaillen bei Schwimmweltmeisterschaften gewinnen. 2001 in Fukuoka gewann er mit Tian Liang Gold im 10-m-Synchronspringen, 2003 in Barcelona errang das Duo im gleichen Wettbewerb Bronze. 2005 in Montreal wurde Hu Jia Weltmeister im Turmspringen und gewann, diesmal mit Yang Jinghui, zudem Silber im Synchronspringen. Auch bei Asienspielen war Hu Jia erfolgreich. 2002 in Busan gewann er Gold im 10-m-Synchronspringen.
Hu Jia beendete nach der Weltmeisterschaft 2005 seine aktive Karriere.